# Tholense Gat
De vaargeul Tholense Gat is een betonde vaargeul in de Oosterschelde in de provincie Zeeland. Het Tholense Gat loopt ongeveer vanaf een punt zuid van het eiland Tholen waar de vaargeulen Oosterschelde en het Lodijksche Gat samenkomen, naar de voorhaven van de Bergse Diepsluis. Het Tholense Gat liep oorspronkelijk verder door naar het oosten, maar is vanwege de aanleg van de Oesterdam afgedamd.
Het water is zout en heeft een getij.
De vaargeul Tholense Gat en de Bergse Diepsluis is te gebruiken voor schepen van CEMT-klasse 0 (pleziervaart).
Het Tholense Gat is onderdeel van het Nationaal Park Oosterschelde en valt binnen het Natura 2000-gebied Oosterschelde.